# Гогчели (дем Бук)
Гогчели (на гръцки: Πρινόλοφος, Πρενόλοφος, Принолофос, Пренолофос, до 1927 година Γκοτσελή, Гоцели) е село в Република Гърция, разположено на територията на дем Бук (Паранести), област Източна Македония и Тракия.

## География
Селото е разположено на 340 m надморска височина североизточно от Драма, край главния път и железопътната линия за Ксанти.

## История
В края на XIX век Гогчели е турско село в Драмската кааза на Османската империя. След Междусъюзническата война попада в Гърция. В 20-те години по силата на Лозанския договор турското му население се изселва и на негово място са населени гърци бежанци. В 1927 година името на селото е сменено на Пренолофос. В 1928 година има 75 жители.
В 60-те години населението се изселва към големите градове.
Жителите произвеждат тютюн, жито и други земеделски култури, като се занимават и със скотовъдство, тъй като землището има големи пасища.
| Година    | 1913 | 1920 | 1928 | 1940 | 1951 | 1961 | 1971 | 1981 | 1991 | 2001 | 2011 | 2021 |
| --------- | ---- | ---- | ---- | ---- | ---- | ---- | ---- | ---- | ---- | ---- | ---- | ---- |
| Население |      | 39   | 75   | 162  | 128  | 157  | 70   | 58   | 83   | 97   | 76   | 32   |